# Кос (Болгарія)
Кос (болг. Кос) — село в Кирджалійській області Болгарії. Входить до складу общини Момчилград.

## Населення
За даними перепису населення 2011 року у селі проживали 104 особи, з них 100 осіб (98,0%) — турки.
Розподіл населення за віком у 2011 році:
Динаміка населення: